# Brachypelma auratum
Brachypelma auratum é uma espécie de aranha pertencente à família Theraphosidae.

## Características
A tarantula Brachypelma auratum tem uma cor preta por todo o corpo, o prosoma ou cefalotórax tem uma cor bege nas bordas estendendo ligeiramente em direção ao centro, o opistoma ou no abdômen é totalmente preto e cheio de pelos urticantes cor avermelhada escura, suas pernas são pretas com anel de bege no final de cada segmento (tarso, metatarso, tíbia, patela e o fêmur), tíbia tem um laranja-avermelhado quando se finge ser uma espécie de chama, daí o seu nome comum. Sua região ventral é completamente preto e brilhante.
As fêmeas adultas podem medir até 15 cm. Os machos são geralmente um pouco menores medindo 12 a 14 cm, embora alguns exemplares até mesmo. Possam ser maiores do que muitas fêmeas e podem ter uma aparência similar.

## Habitat
É encontrado em regiões temperadas com vegetação de floresta quente, úmida mista de folha caduca e floresta estacional decidual. Esta espécie é totalmente terrestre, vive em tocas e prefere solos francos, principalmente onde cavar suas tocas sob pedras, troncos, rachaduras, devido à sua proximidade com vários centros urbanos, sob as paredes das casas. Alguns espécimes podem ocupar em torno de culturas ou pastagens, pois devido à destruição e fragmentação de habitat têm sido forçados a se adaptar a esses sites que eles chegam para encontrar a presa de que se alimentam.

## Reprodução
Geralmente, não há problemas, a fêmea geralmente aceita de bom grado o macho e a cópula dura de 2 a 3 minutos. Depois de 2 ou 3 meses que irá demitir cerca de 200 aranhas chocadas.